# 9-Aminoacridine
9-Aminoacridine là thuốc nhuộm huỳnh quang cao được sử dụng lâm sàng như một chất khử trùng tại chỗ và thử nghiệm như một chất gây đột biến, chỉ thị pH nội bào và phức hợp MALDI phân tử nhỏ ở chế độ âm tính.